# 滋賀県道135号上馬杉上野線
滋賀県道135号上馬杉上野線（しがけんどう135ごう かみますぎうえのせん）は、滋賀県甲賀市を通る一般県道である。

## 概要
甲賀市甲南町上馬杉から甲賀市甲賀町上野に至る。
JR西日本草津線で滋賀県内最南端の油日駅前を通る。

### 路線データ
- 起点：甲賀市甲南町上馬杉（滋賀県道134号上馬杉野尻線・甲賀市道上馬杉手力線起点）
- 終点：甲賀市甲賀町上野（油日交差点、滋賀県道・三重県道4号草津伊賀線交点、滋賀県道131号神上野線終点
- 総延長：4.2 km

## 路線状況

### 重複区間
- 三重県道・滋賀県道51号東湯舟甲賀線（甲賀市甲賀町上野 - 甲賀市甲賀町上野・油日農協前交差点）

### 道路施設

#### 橋梁
- 新高橋（杣川、甲賀市）

## 地理

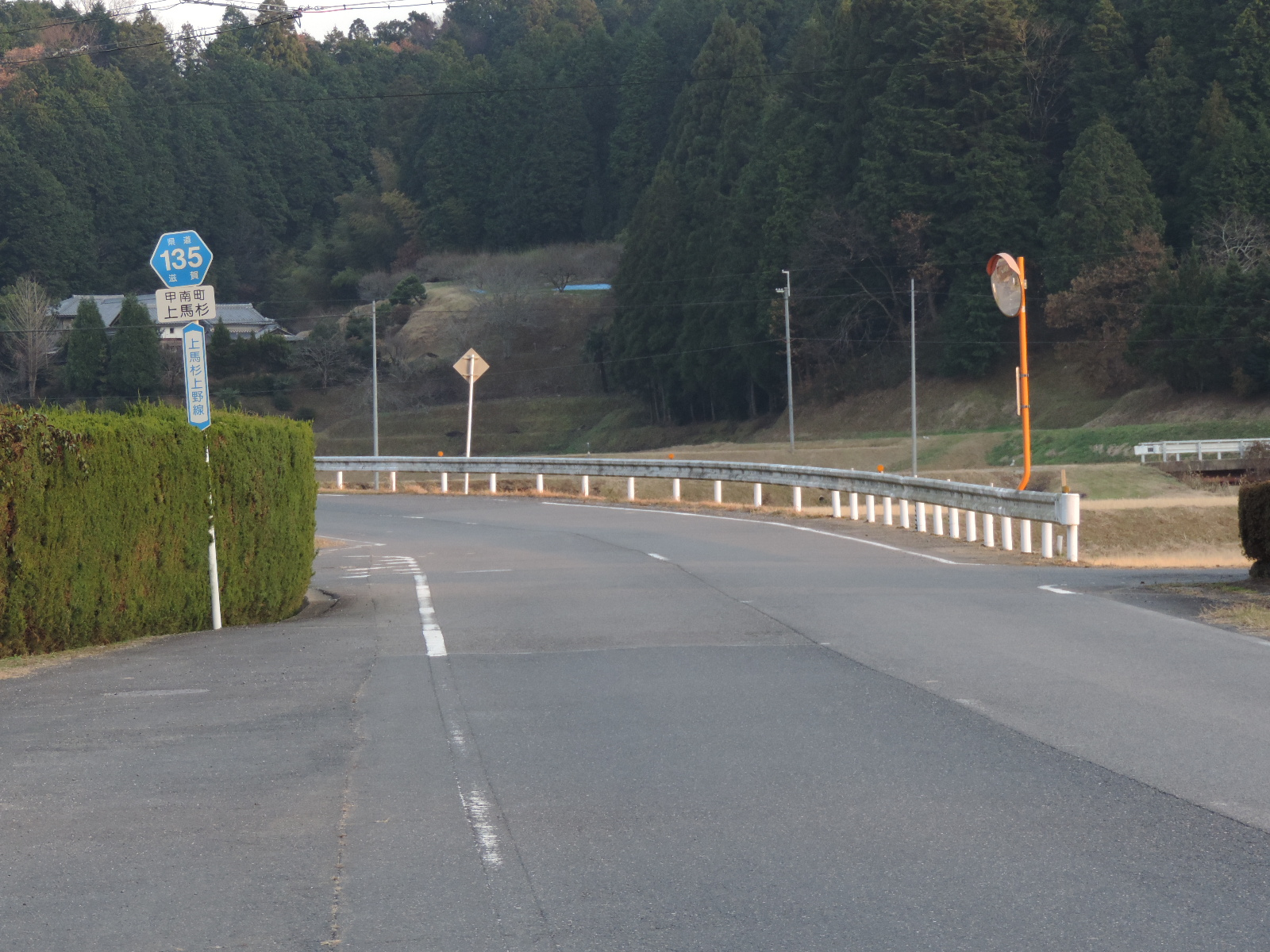
起点付近
甲賀市甲南町上馬杉

### 通過する自治体
- 滋賀県
  - 甲賀市

### 交差する道路
| 交差する道路                                          | 交差する場所 | 交差する場所      |
| ----------------------------------------------------- | ------------ | ----------------- |
| 滋賀県道134号上馬杉野尻線 甲賀市道上馬杉手力線        | 甲南町上馬杉 | 起点              |
| 三重県道・滋賀県道51号東湯舟甲賀線 重複区間起点       | 甲賀町上野   |                   |
| 三重県道・滋賀県道51号東湯舟甲賀線 重複区間終点       | 甲賀町上野   | 油日農協前交差点  |
| 滋賀県道・三重県道4号草津伊賀線 滋賀県道131号神上野線 | 甲賀町上野   | 油日交差点 / 終点 |

### 交差する鉄道
- 草津線

### 沿線
- 誓蓮寺
- 甲賀市立油日小学校、油日幼稚園
- JR西日本草津線 油日駅
- 極楽寺
- 油日郵便局
- 上野ドーム